# Cora (Armênia)
Cora (em grego medieval: Κορη; romaniz.: Korē) ou Cori (em armênio: Կորի; romaniz.: Kori), segundo a Geografia de Ananias de Siracena (século VII), foi um gavar (cantão) da província de Turuberânia, no Reino da Armênia. Pode ter sido originalmente parte dos cantões de Arquena, Corcorúnia ou Besnúnia, todos em Turuberânia. Compreendia uma área de 548 quilômetros quadrados no vale do rio Coroi Jor. É provável que fizesse parte dos domínios da família Manavázio, uma das casas principescas da Armênia, que governavam a vizinha Arquena. Durante o reinado de Cosroes III (r. 330–339), o rei ordenou que os Manavázios fossem exterminados e Arquena foi concedida ao bispo de Manzicerta. Em 591, o imperador Maurício recebeu vastas porções da Armênia sassânida em compensação da ajuda militar prestada ao xainxá Cosroes II (r. 590–628). Todos os distrito que compunham Turuberânia foram incluídos na província recém-fundada da Armênia Interior.